# Муйна-Таш
Муйна-Таш, або Муйнак-Таш (рос. Муйна-Таш, Муйнак-Таш) — печера в Башкортостані, Росія. Названа за горою Муйнакташ, на схилі якої знаходиться. Печера горизонтального типу простягання. Загальна протяжність — 525 м. Глибина печери становить 38 м. Категорія складності проходження ходів печери — 1. Печера належить до Кутуцького підрайону Більсько-Нугуського району Південної області Західноуральської спелеологічної провінції.